# Triteleia
Triteleia é um gênero de angiosperma monocotiledôneas. As 16 espécies são nativas do oeste da América do Norte, do sul da Colúmbia Britânica a Califórnia e ao leste de Wyoming e Arizona, com uma espécie no noroeste do México. No entanto, elas são mais comuns na Califórnia. São plantas perenes que crescem a partir de um cormo fibroso de formato aproximadamente esférico.